# Indigofera pseudoparvula
Indigofera pseudoparvula är en ärtväxtart som beskrevs av René Viguier. Indigofera pseudoparvula ingår i släktet indigosläktet, och familjen ärtväxter. Inga underarter finns listade i Catalogue of Life.